# タイダイアーティスト
タイダイアーティスト（英: Tie-dye artist）とは、タイダイ（絞り染めなど）の技法を用い衣服を染めるアーティストのことであり、大量生産品のタイダイと一線を画する意図で、タイダイアーティストという言葉が使われることも多い。
タイダイアーティストの作品の特色としては、工業品と異なり作意を持って制作されており、その作品はハンドメイド品がほとんどであり、作風については作家により様々である。反面、生産性は工業品と比べると極端に低く高価な物も少なくない。

## 主な国内アーティスト
- GTF
- Yogu
- Yama